# مورگان (تگزاس)
مورگان، تگزاس (به انگلیسی: Morgan, Texas) یک شهر در ایالات متحده آمریکا با جمعیت ۴۹۰ نفر است که در تگزاس واقع شده‌است.

## موقعیت جغرافیایی
موقعیت جغرافیایی شهرها و مناطق اطراف به شرح زیر است: